# Крыстев, Филип
Фи́лип Я́воров Кры́стев (болг. Филип Яворов Кръстев; родился 15 октября 2001, София) — болгарский футболист, полузащитник бельгийского клуба «Ломмел» и сборной Болгарии.

## Клубная карьера
Воспитанник футбольной академии софийской «Славии», за которую выступал с 2010 года. 13 мая 2018 года дебютировал в основном составе «Славии» в матче Первой лиги Болгарии против «Локомотива» из Пловдива. На момент дебюта ему было 16 лет и 210 дней. 24 февраля 2020 года забил первый в своей профессиональной карьере гол в матче против «Дунава».
18 июня 2020 года «Славия» объявила, что Крыстев станет игроком английского клуба «Манчестер Сити», однако 28 июня болгарин подписал контракт с бельгийским клубом «Ломмел», который входит в холдинг City Football Group, однако остаток 2020 года проведёт в «Славии» на правах аренды.
28 января 2021 года отправился в аренду во французский клуб «Труа» на 18 месяцев.
27 августа 2021 года был арендован нидерландским клубом «Камбюр» на один сезон.
27 января 2022 года вернулся на родину, отправившись в аренду в клуб «Левски» до конца сезона 2021/22. 28 июня 2022 года остался в аренде в «Левски» ещё на один год.
26 июля 2023 года присоединился к клубу МЛС «Лос-Анджелес» на правах аренды до июня 2024 года с возможностью полноценного трансфера. Дебютировал за «Лос-Анджелес» 8 августа в матче 1/8 финала Кубка лиг 2023 против «Реал Солт-Лейк», забив гол после выхода на замену.
27 января 2024 года «Лос-Анджелес» и «Ломмел» пришли к взаимному соглашению о досрочном прекращении аренды Крыстева, и он отправился в аренду в нидерландский клуб ПЕК Зволле на оставшуюся часть сезона 2023/24. 19 июля 2024 года вновь был арендован в ПЕК Зволле.

## Карьера в сборной
Выступал за сборные Болгарии до 17 и до 19 лет.
6 сентября 2020 года дебютировал за первую сборную Болгарии в матче Лиги наций УЕФА против сборной Уэльса..

## Достижения
«Левски»
- Обладатель Кубка Болгарии: 2021/22